# Cirill írást használó nyelvek

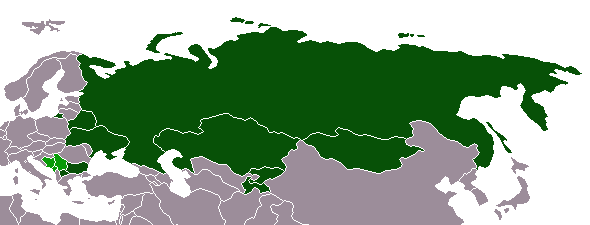
Területek, ahol a cirill írás a hivatalos (világoszölddel azon területek, ahol a cirill a hivatalos írások egyike)

Jelenleg vagy egykor cirill írást használó nyelvek listája.

## Indoeurópai nyelvcsalád
- Indoiráni nyelvek
  - Indoárja nyelvek
    - Cigány nyelv (Szerbia-Montenegró és az egykori Szovjetunió területén)

  - Kurd nyelv (az egykori Szovjetunió területén)
  - Oszét nyelv (a 18. századtól, modern ábécé 1938-tól)
  - Tádzsik nyelv
  - Tat nyelv
- Újlatin nyelvek
  - Román nyelv (román cirill ábécé – a 19. századig, Moldovában 1940–89 között; Transznisztriában még ma is) – lásd: moldovai ábécé
  - Ladino nyelv bulgáriai szefárd publikációkban.
- Szláv nyelvek
  - Óegyházi szláv nyelv
  - Egyházi szláv nyelv
  - Belarusz nyelv – lásd: belarusz ábécé
  - Bolgár nyelv – lásd: bolgár ábécé
  - Macedón nyelv
  - Orosz nyelv – lásd: orosz ábécé
  - Ruszin nyelv
  - Szerb nyelv – lásd: szerb ábécé
  - Ukrán nyelv – lásd: ukrán ábécé

## Kaukázusi nyelvek
- Abaza nyelv – lásd: abaza ábécé
- Abház nyelv – lásd: abház ábécé
- Avar nyelv
- Cserkesz nyelv (adige) – lásd: cserkesz ábécé
- Csecsen nyelv (1938-tól, 1991–2000 latin is) – lásd: csecsen ábécé
- Dargva nyelv – lásd: dargva ábécé
- Kabardin nyelv
- Lak nyelv
- Lezg nyelv
- Tabasszarán nyelv

## Sino-tibeti nyelvek
- Dungan nyelv (1953-tól) – lásd: dungan ábécé

## Kamcsatkai nyelvek
- Csukcs nyelv (1936-tól) – lásd: csukcs ábécé
- Korják nyelv (1936-tól) – lásd: korják ábécé

## Mongol nyelvek
- Burját nyelv – lásd: burját ábécé
- Kalmük nyelv – lásd: kalmük ábécé
- Mongol nyelv – lásd: mongol cirill ábécé

## Tunguz nyelvek
- Evenki nyelv (1936-tól) – lásd: evenki ábécé
- Nanaj nyelv

## Török nyelvek
- Altaji nyelv – lásd: altaji ábécé
- Azeri nyelv (1939–91)
- Balkár nyelv
- Baskír nyelv – lásd: baskír ábécé
- Csuvas nyelv – lásd: csuvas ábécé
- Gagauz nyelv (1957-től, újabban latin is)
- Hakasz nyelv – lásd: hakasz ábécé
- Jakut nyelv – lásd: jakut ábécé
- Kazak nyelv – lásd: kazak ábécé
- Karacsáj nyelv – lásd: karacsáj-balkár ábécé
- Karakalpak nyelv (1940-es–1990-es évek)
- Krími tatár nyelv (1938–91)
- Kumik nyelv – lásd: kumik ábécé
- Kirgiz nyelv – lásd: kirgiz ábécé
- Nogáj nyelv
- Tatár nyelv (1939-től; 2000-től ismét latin)
- Türkmén nyelv (1940–94)
- Tuvai nyelv
- Üzbég nyelv (1941–98)

## Uráli nyelvek
- Szamojéd nyelvek
  - Nyenyec nyelv (1937-től)
  - Szelkup nyelv (1950-től)
- Finnugor nyelvek
  - Hanti nyelv – lásd: hanti ábécé
  - Manysi nyelv (1937-től)
  - Karél nyelv (1940–1991)
  - Komi nyelv – lásd: komi ábécé
    - Zürjén nyelv (17. századtól, modern ábécé 1930-tól)
    - Permják nyelv

  - Lapp nyelv (1980-tól
  - Mari nyelv (19. századtól)
  - Mordvin nyelvek
    - Erza nyelv (18. századtól)
    - Moksa nyelv (18. századtól)

  - Udmurt nyelv

## Egyéb nyelvek
- Ajsor (asszíriai újarameus)
- Mesterséges nyelvek
  - Lingua Franca Nova nyelv
  - Slovio nyelv
  - Brutopiai nyelv
  - Slovianski nyelv

## Összehasonlítás
- Cirill eredetű ábécék